# Ahrensita
L'ahrensita és un mineral de la classe dels silicats que pertany al grup de la ulvöspinel·la. Rep el nom en honor de Thomas J. Ahrens (25 d'abril de 1936 - 24 de novembre de 2010), geofísic de l'Institut Tecnològic de Califòrnia, per les seves contribucions fonamentals a la investigació de la física mineral d'alta pressió.

## Característiques
L'ahrensita és un nesosilicat de fórmula química SiFe₂O₄. Cristal·litza en el sistema isomètric. És considerat l'anàleg de ferro de la ringwoodita.
Segons la classificació de Nickel-Strunz pertany a «9.AC - Nesosilicats sense anions addicionals; cations en coordinació octaèdrica [6]» juntament amb els següents minerals: faialita, forsterita, glaucocroïta, kirschsteinita, laihunita, liebenbergita, tefroïta, monticel·lita, brunogeierita, ringwoodita i chesnokovita.
L'exemplar que va servir per a determinar l'espècie, el que es coneix com a material tipus, es troba conservat a la col·lecció de meteorits del Museu Frank H. Mcclung museum de la Universitat de Tennessee, a Knoxville (Estats Units).

## Formació i jaciments
Va ser descoberta al meteorit marcià de Tissint, recollit a la província de Tata (Regió de Guelmim-Es Semara, Marroc). També ha estat descrita en altres meteorits recollits a França, Tunísia, Rússia, Nigèria i els Estats Units.